# Деревянское сельское поселение (Карелия)
Деревя́нское се́льское поселе́ние — муниципальное образование в Прионежском районе Республики Карелия Российской Федерации. Административный центр поселения — село Деревянное.

## Население
| 2009  | 2010  | 2012  | 2013  | 2014  | 2015  | 2016  |
| ----- | ----- | ----- | ----- | ----- | ----- | ----- |
| 1660  | ↘1656 | ↗1799 | ↘1795 | ↗1808 | ↗1843 | ↗1871 |
| 2017  | 2018  | 2019  | 2020  | 2021  | 2023  |       |
| ↗1882 | ↗1944 | ↗1995 | ↗2041 | ↗2061 | ↗2062 |       |

## Населённые пункты
В сельское поселение входят 5 населённых пунктов:
| № | Населённый пункт | Тип населённого пункта | Население |
| - | ---------------- | ---------------------- | --------- |
| 1 | Деревянное       | село                   | ↗1266     |
| 2 | Орзега           | станция                | ↗69       |
| 3 | Педасельга       | деревня                | ↗151      |
| 4 | Ужесельга        | деревня                | ↗287      |
| 5 | Уя               | посёлок                | ↗22       |